# 魏道武帝
魏道武帝拓跋珪（371年8月4日—409年11月6日），又名涉珪、什翼圭、翼圭、開，北魏开国皇帝，代王拓跋什翼犍之孙，獻明帝拓跋寔和贺夫人之子。

## 生平

### 早年生活
拓跋珪在代王拓跋什翼犍建國三十四年七月七日（東晉太和六年，371年8月4日）在參合陂北出生。建國三十九年（376年），前秦滅代國，拓跋珪將要被強遷至秦都長安，但代王左長史燕鳳以拓跋珪年幼，力勸前秦天王苻堅讓拓跋珪留在部中，稱待拓跋珪長大後為首領，會念及苻堅施恩給代國。苻堅同意，拓跋珪得以留下。其時，代國舊部由劉庫仁及劉衞辰分掌，拓跋珪母賀氏帶拓跋珪、拓跋儀及拓跋觚從賀蘭部遷至獨孤部，與南部大人長孫嵩等人同屬劉庫仁統領。劉庫仁本亦為南部大人，拓跋珪等人到後仍盡忠侍奉他們，並沒有因代國滅亡、自己改受前秦官位而變節，又招撫接納離散的部人，甚有恩信。
383年，苻堅於淝水之戰中戰敗，其後國中大亂，劉庫仁助秦軍對抗後燕，但於次年遭慕輿文夜襲殺害，其弟劉頭眷代領其眾。385年，劉庫仁之子劉顯殺頭眷自立，又想要殺拓跋珪。劉顯弟劉亢埿的妻子是拓跋珪的姑姑，並將劉顯的意圖告訴賀氏。劉顯謀主梁六眷是拓跋什翼犍的甥子，也派部人穆崇、奚牧將此事密報拓跋珪。賀氏於是約劉顯飲酒，將其灌醉，讓拓跋珪與舊臣長孫犍、拓跋他等人乘夜逃至賀蘭部。不久，劉顯部中內亂，賀氏得以到賀蘭部與拓跋珪等會合。但其時賀氏弟賀染干忌憚拓跋珪得人心，曾試圖殺害他，但都因尉古真告密及賀氏出面而失敗。而拓跋珪的堂叔曾祖拓跋紇羅及拓跋建就勸賀蘭部首領賀訥推拓跋珪為主。
登國元年正月六日（386年2月20日），拓跋珪得到以賀蘭部為首的諸部支持在牛川大會諸部，召開部落大會，即位為代王，年號登國。拓跋珪任用賢能，勵精圖治，重興代國。即位不久，便移都代國原都盛樂，並推動農業，讓人民休養生息。同年四月，改稱魏王，稱國號為魏，史稱北魏。
北魏建立時四週有強敵環伺，北有賀蘭部、南有獨孤部、東有庫莫奚部、西邊在河套一帶有匈奴鐵弗部、陰山以北為柔然部和高車部、太行山以東為慕容垂建立的後燕及以西的慕容永統治的西燕。因為叔父拓跋窟咄為了爭位與劉顯勾結，企圖取拓跋珪而代之形成內部不穩，桓等人意圖殺害拓跋珪以響應窟咄，莫題等人亦與窟咄通訊。拓跋珪殺死于桓等五人，赦免莫題等七姓，但都因恐懼內亂而往依賀蘭部，借陰山作屏障防守，又派人向後燕求援。
同年十一月，拓跋窟咄逼近，部眾惶恐不安。慕容垂之子慕容麟帶領的後燕援軍此時仍未到，於是先讓北魏使者安同先回去，讓魏人知燕軍已在附近，穩定人心。拓跋珪於是領兵會合後燕援軍，在高柳大敗拓跋窟咄。窟咄帶領殘兵敗將西逃，依附鐵弗部，被鐵弗部首領劉衞辰殺死，拓跋珪接收其部眾。十二月，後燕任命拓跋珪為西單于，封上谷王，但拓跋珪不受。
次年，拓跋珪與後燕聯手擊敗劉顯，逼劉顯出奔西燕。六月，拓跋珪又於弱落水大敗庫莫奚部；七月再擊敗來攻的庫莫奚。登國四年（388年），拓跋珪大破高車諸部。登國五年（389年），拓跋珪又西征高車袁紇部，並在鹿渾海大敗對方，俘獲人口及牲畜共計二十多萬。不久更聯同慕容麟所率的後燕軍進攻賀蘭部、紇突隣部及紇奚部，後兩者向北魏請降。七月，賀蘭部遭鐵弗部攻擊，賀訥於是向北魏投降求援，拓跋珪於是領兵去救援，擊退鐵弗，並將賀訥等人遷至東界。
拓跋珪進擊高車諸部，唯獨柔然不肯降魏，遂於登國七年（391年）進攻柔然。柔然當時率眾退避，拓跋珪追擊，軍糧用盡後以備乘戰馬作軍糧，終在南牀山追及，並俘獲其一半部眾。接著拓跋珪繼續派兵追擊餘部，逼令首領縕紇提投降。同年，拓跋珪進攻鐵弗，直攻代來城，擒獲直力鞮，衞辰被部下殺害。拓跋珪更盡誅劉衞辰宗族共五千多人，將屍體丟在黃河中。此戰後，黃河以南諸部都向北魏投降。北魏至此已擊敗大部份強鄰，國力亦大增。

### 燕魏爭霸
北魏與後燕皆是386年建立，後燕強而北魏弱，拓跋珪與後燕結好，而北魏開國之初的內亂，後燕亦曾出兵支援拓跋珪，每年兩回亦派使者往來。登国六年（391年），賀蘭部內亂，賀染干和賀訥互相攻擊，拓跋珪亦自請為響導，請後燕出兵討伐。但同年，后燕將來使拓跋觚扣留，以向北魏求名马。拓跋珪拒絕，拓跋觚亦一直遭扣留，此后两国关系惡化。北魏轉而聯結西燕对付後燕。但後燕帝慕容垂於登国九年（394年）六月出兵進攻西燕，圍攻長子，西燕帝慕容永曾向北魏求援，拓跋珪遂派陳留公拓跋虔及庾岳救援西燕，可是援軍尚未趕到，長子就失陷。慕容永及其公卿大將三十多人都被誅殺，西燕滅亡。華北一帶就剩下北魏與後燕两国互相對峙。
登国十年（395年）北魏侵逼後燕附塞諸部，慕容垂就於同年五月派其太子慕容寶伐魏。拓跋珪知大軍前來，率眾到河西避戰。燕軍於七月到五原後收降魏別部三萬多家人，又收穄田穀物及造船打算渡河進攻。拓跋珪亦進軍河邊，與燕軍對峙。北魏一方面派許謙向後秦請求援兵，一面卻派兵堵截燕軍與後燕都城中山的道路，並抓住取道去前線的燕國使者。因著慕容垂在出兵時已經患病，而堵截道路令慕容寶久久都不知道國內消息，拓跋珪於是逼令抓到的使者向燕軍謊稱慕容垂的死訊，成功動搖燕軍將士的軍心。燕魏兩軍自九月起隔河對峙至十月，燕軍終因內亂而被逼燒船撤退。其時黃河河水未結，魏軍未能及時渡河追擊。但次月大風令河面結冰後，拓跋珪即下令渡河並派二萬多精騎追擊燕軍。魏军在参合陂打败燕军，俘獲大量燕軍將士及官員，拓跋珪除了選用有才的如賈閏、賈彜等人留下外，將其他官員都送回後燕，但同時將燕兵都坑殺。史称參合陂之戰。
登国十一年（396年）三月，慕容垂率軍再度伐魏，攻陷平城（今山西大同市），留守平城的拓跋虔戰死，守城的三萬餘家部落皆被俘。接著慕容垂更派慕容寶等進逼拓跋珪。拓跋珪此時十分驚懼，打算離開盛樂避兵，而諸部因驍勇善戰的拓跋虔戰死，亦有異心，令拓跋珪不知所措。可是慕容垂因見參合陂堆積如山的燕兵屍體而發病，被逼退兵，並病逝于上谷。同年七月，拓跋珪建天子旌旗，並改元皇始，並正式圖取後燕所佔的中原土地。

### 稱霸華北
皇始元年（396年）八月，拓跋珪就大舉伐燕，親率四十多萬大軍南出馬邑，越過句注南攻後燕并州，同時又命封真率偏師進攻後燕幽州。九月，魏軍進至晉陽，守城的慕容農出戰但大敗，晉陽城守將此時叛燕逼使慕容農率眾東走。長孫肥率眾追擊，在潞川追上，慕容農妻兒被擄，只能與三騎逃回中山。北魏遂奪取後燕并州 ( 今山西地區 )之地，並置官員治理當地。
隨後，拓跋珪命于栗磾及公孫蘭等暗中開通昔日韓信在井陘用過的路，並在同年十月，越過太行山率軍取道該路進攻後燕京師中山城 ( 河北省定縣 )。其時燕軍決意嬰城自守，打持久戰，於是拓跋珪在攻下常山後，其東各郡縣的官員不是棄城就是投降，北魏於是輕易地得到中原大部分郡縣歸附，僅餘中山城、鄴城及信都城三城仍然拒守。拓跋珪於是兵分三路分攻三城：自攻中山，拓跋儀攻鄴及王建、李栗攻信都。然而，拓跋珪在攻中山城時遭燕軍力拒，於是暫時放棄中山城，改而南取其餘二城。
皇始二年（397年）正月，拓跋珪加入進攻信都城，終於逼得守將慕容鳳棄城出走，但其時慕容德卻成功離間進攻鄴城的拓跋儀及賀賴盧，令他們退兵，並乘機從後追擊，大破魏軍。
上一年，為拓跋珪憎惡的魏將沒根自疑而叛魏投燕，其侄兒醜提恐怕會被株連，於是決定自并州率部回北魏後方作亂。拓跋珪見內亂起，於是自後燕求和，但慕容寶卻意圖乘此機反擊，拒絕之餘更派步兵十二萬及騎兵三萬七千出屯柏肆，在滹沱水以北阻擊魏軍。魏軍在滹沱水南岸設營，燕軍於是乘夜渡水進攻，以萬餘兵突襲魏營，並乘風勢放火。魏軍此時大亂，拓跋珪慌忙起來棄營逃跑，僅而避過攻到其帳下的燕將乞特真。可是，燕軍此時卻無故自亂，互相攻擊，拓跋珪在營外見到，就擊鼓收拾餘眾，集結好後進攻營內燕軍，並乘勢進攻營北作支援的慕容寶軍，逼使慕容寶退回北岸。此戰後，燕軍士氣大降，而魏軍卻已重整。拓跋珪乘慕容寶撤退的機會追擊，屢敗燕軍。慕容寶恐懼下更拋下大軍率二萬騎兵速返中山；又怕被追上，命令士兵拋棄戰衣及兵器輕裝撤還。其時大量燕兵因大風雪而凍死，很多後燕朝臣及兵將都被俘或投降。
三月，慕容寶向拓跋珪求和，並說要送還拓跋觚，並割讓常山以西土地。拓跋珪已答允，但慕容寶卻反悔，拓跋珪於是進圍中山。最終慕容寶等人棄中山城出走，拓跋珪原本打算在該晚入城，王建則以士兵會乘夜盜取城中財寶為由勸阻，拓跋珪於是等到日出才入城。可是慕容詳卻趁機自立為主，閉門拒守，拓跋珪試圖強攻但攻了幾日都不果，於是試圖勸降，可是城中軍民卻表示擔心會有昔日在參合陂被殺的燕降卒一樣的下場，所以堅守到最後。拓跋珪想起當日勸他殺俘的正是王建，導致現在難取中山，於是向其吐口水。至五月，拓跋珪撤圍，到河間補充軍糧。在圍攻中山的同時，拓跋珪派庾岳率兵討平國內叛變的賀蘭部、紇鄰部及紇奚部，成功解決內亂。
九月，時據中山的慕容麟因飢荒而出據新市，拓跋珪於是主動進攻，並在次月於義臺大破慕容麟。慕容麟出走後，拓跋珪入據中山。皇始三年（398年），鄴城也因慕容德棄守而落入魏軍手中，拓跋珪於鄴置行臺後回到中山，並打算回盛樂，於是修治由望都至代的直道，設中山行臺以防變亂，又下令強遷新佔之山東六州官民和外族人士到代郡充實人口。
皇始三年（398年）七月，拓跋珪迁都平城，營建宮殿、宗廟、社稷。同年十二月二日（399年1月24日），改年號天興，即皇帝位。
天興二年（399年）正月，拓跋珪即位後不久便北巡，並分三道進攻高車各部，至二月會師時大破高車三十餘部，另拓跋儀又以三萬騎兵攻破高車殘餘的七部，皆大有所獲。同年三月二十日，拓跋珪派遣建義將軍庾真及越騎校尉奚斤進攻北方的庫狄部及宥連部，將他們擊敗並逼令庫狄部的沓亦干歸附。庾真等軍接著又擊破侯莫陳部，俘獲十多萬頭牲畜並一直追擊到大峨谷。

### 魏秦爭戰
拓跋珪曾派賀狄干向後秦獻馬一千匹並請結婚姻，不過其時拓跋珪已立慕容氏為皇后，故此後秦君主姚興拒絕了婚姻要求並強留賀狄干，兩國遂有嫌隙。天興五年（402年）後秦高平公沒弈干和屬部黜弗及素古延分別遭北魏常山王拓跋遵及材官將軍和突領兵進侵，其中拓跋遵軍更曾追擊至瓦亭，另魏平陽太守貮塵又進攻秦河東之地。這些行動威脅到秦都長安，關中各城白天都閉著城門，亦令得後秦準備進攻北魏。拓跋珪亦在該年舉行閱兵，又命并州各郡送穀物到平陽郡的乾壁儲存以防備秦軍進攻。
天興五年（402年）六月，後秦派軍進攻北魏，攻陷了乾壁。拓跋珪則派毗陵王拓跋順及豫州刺史長孫肥為前鋒迎擊，自率大軍在後。八月，拓跋珪至永安（今山西霍縣東北），秦將姚平派二百精騎視察魏軍但盡數被擒，於是撤走，但在柴壁遭拓跋珪追上，於是據守柴壁。拓跋珪圍困柴壁，而姚興則率軍來救援姚平，並要據天渡運糧給姚平。
拓跋珪接著增厚包圍圈，防止姚平突圍或姚興強攻，另又聽從安同所言，築浮橋渡汾河，並在西岸築圍拒秦軍，引秦軍走汾東的蒙阬。姚興到後果走蒙阬，遭拓跋珪擊敗。拓跋珪又派兵各據險要，阻止秦軍接近柴壁。至十月，姚平糧盡突圍但失敗，於是率部投水自殺，拓跋珪更派擅長游泳的人下水打撈自殺者，又生擒狄伯支等四十多名後秦官員，二萬多名士兵亦束手就擒。姚興雖然能夠與姚平遙相呼應，但無力救援，柴壁敗後多次派人請和，但拓跋珪不准，反而要進攻蒲阪，只是當時姚緒堅守不戰，且早於394年背魏再興的柔然汗國要攻魏，逼使拓跋珪撤兵。

### 不得善終
拓跋珪晚年因服食寒食散，剛愎自用、猜忌多疑，更常因想起昔日一點不滿就要誅殺大臣。大臣們大都惶恐度日，影響辦事能力，以至偷竊等行為十分猖獗。
天賜四年（407年）至天賜六年（409年）間，拓跋珪先後誅殺了司空庾岳、北部大人賀狄干兄弟及高邑公莫題父子。往日曾與穆崇共謀刺殺拓跋珪的拓跋儀雖然因拓跋珪念其功勳而沒被追究，但眼見拓跋珪殺害大臣，於是自疑逃亡，但還是被追兵抓住，並被賜死。
天赐六年冬十月戊辰（409年11月6日），次子拓跋紹母賀夫人有过失，拓跋珪幽禁她於宮中，准备处死。到黃昏時仍未決。賀氏秘密向拓跋紹求救。拓跋紹與宮中守兵及宦官串通，當晚带人翻墙入宮，刺殺拓跋珪。拓跋珪在拓跋紹來到時驚醒，試圖找武器反擊但不果，終為其所殺，享年三十九歲。
其子拓跋嗣登位後，於永興二年（410年）諡拓跋珪為宣武皇帝，廟號烈祖，泰常五年（420年）才改諡為道武皇帝，太和十五年（491年）改廟號為太祖。

## 評價
- 北齊史官魏收於《魏書》的「史臣曰」評論說：「晉氏崩離，戎羯乘釁，僭偽紛糾，犲狼競馳。太祖顯晦安危之中，屈伸潛躍之際，驅率遺黎，奮其靈武，克剪方難，遂啟中原，朝拱人神，顯登皇極。雖冠履不暇，栖遑外土，而制作經謨，咸存長世。所謂大人利見，百姓與能，抑不世之神武也。而屯厄有期，禍生非慮，將人事不足，豈天實為之。嗚呼！」

- 唐代某貴族「公子」[a]與世族虞世南的對話：「公子曰：『魏之道武，始立大號，觀其器用，足為一時之杰乎？』先生曰：『道武經略之志，將立霸階，而才不逮也。末年沈痼，加以精虐，不能任下，禍及方悟，不亦晚乎！』；公子曰：『魏之太祖、太武，孰與為輩？』先生曰：『太祖、太武，俱有異人之姿，故能辟土擒敵，窺覦江外。然善戰好殺，暴桀雄武，稟崆峒之氣焉。至於安忍誅殘，石季龍之儔也。』」[16]

- 北宋司馬光評論說：「後魏之先，世居朔野，有國久矣。道武帝乘燕氏之衰，悉舉引弓之眾，以馮陵中夏；馬首所向，無不望風奔潰。南取并州，東舉幽、冀；兵不留行，而數千里之地定矣！」[17]

## 鲜卑名
北京大学历史系教授罗新认为，魏道武帝是没有汉名的。《魏书》称“太祖道武皇帝讳珪”，这是北魏官方确定的魏道武帝的汉字名讳，但其实只是其鲜卑语本名的节略音译。道武帝的鲜卑语本名，南朝史料记作涉珪、什圭、涉圭、什翼圭等等。和《魏书》称道武帝名珪一样，《宋书》所记道武帝之名为“开”，正是对其鲜卑语本名“涉圭/涉珪/什圭”这个名号最后一个音节的不同汉字音译而已。罗新经过比对慕容鲜卑的相关史料，认为涉归/涉圭/涉珪/什圭/乙旃/什翼犍/郁律旃/弈洛韩/奕洛干/什翼珪/若洛廆/弈洛瓌等等汉译形式，其语源有两种可能的形式，即ilqän或il-qan，这也就是道武帝的鲜卑语本名。罗新认为，可以明确的一点是，道武帝并没有专门的汉名，《魏书》所谓“讳珪”，《宋书》所谓“开字涉珪”，《南齐书》所谓“珪字涉圭”，都是取其鲜卑语本名的后缀音节-qän/-qan的音译。处于北魏王朝草创期的道武帝，似乎还没有遇到在汉文文书中使用其本人大名的需求。

## 家庭

### 后妃
- 道武皇后，慕容氏，慕容寶幼女。
- 宣穆皇后，刘氏，劉頭眷之女，天赐四年（409年）因子贵母死制度被赐死
- 贺夫人，献明皇后妹妹，天赐四年（409年），拓跋绍事败后，被杀
- 大王夫人
- 王夫人
- 段夫人
- 刘氏，刘奴真妹妹[19]

### 子女
- 魏明元帝拓跋嗣，生母宣穆皇后
- 拓跋紹，北魏征南大将军、清河王，生母賀夫人
- 拓跋熙，北魏陽平王，生母大王夫人
- 拓跋曜，北魏河南王，生母王夫人
- 拓跋脩，北魏河間王
- 拓跋處文，北魏長樂王
- 拓跋連，北魏廣平王，生母段夫人
- 拓跋黎，北魏京兆王，生母段夫人
- 拓跋渾，早逝，無後
- 拓跋聰，早逝，無後
- 華陰公主，生母宣穆皇后，嫁閭大肥

## 影視文學形象
在黃易所著武俠小說《邊荒傳說》中，與男主角燕飛（拓跋漢）為總角之交，而燕飛之母為有拓跋飛燕之稱的拓跋燕。

## 延伸阅读
[在维基数据编辑]
 《魏書·卷2》，出自魏收《魏书》
 《北史·卷001》，出自李延壽《北史》

| 前任： - | 中国北魏皇帝 386—409 | 繼任： 长子太宗明元皇帝拓跋嗣 |